# Kate Nash
Kate Nash (ur. 6 lipca 1987 w Londynie) – angielska piosenkarka, kompozytorka i autorka tekstów piosenek. Zasłynęła przebojem „Foundations” w 2007 roku, a jej debiutancki album Made of Bricks dotarł do 1. miejsca na brytyjskiej liście sprzedaży. Jest zdobywczynią Brit Award dla najlepszej artystki (2008). Początkowo nagrywająca materiał w gatunku indie pop i związana z koncernem Universal Music Group, od 2012 roku działa jako niezależna artystka tworząca muzykę bardziej zwróconą w stronę rocka alternatywnego. Nash ma na swoim koncie także osiągnięcia aktorskie, wystąpiwszy w kilku amerykańskich i brytyjskich filmach, a przede wszystkim popularnym amerykańskim serialu GLOW dla platformy Netflix. Jest także czynną działaczką feministyczną.

## Kariera
Kate urodziła się w dzielnicy Harrow w północnym Londynie. Jej ojciec jest Anglikiem i pracował jako informatyk, natomiast matka jest pochodzenia irlandzkiego i z zawodu jest pielęgniarką. Ma dwie siostry. Uczęszczała do prestiżowej szkoły muzycznej BRIT School. Zanim zdobyła sławę, pracowała w restauracji Nando’s oraz sieci odzieżowej River Island.
W 2005 roku zaczęła występować na przedstawieniach typu „open mike” i umieszczać swoje nagrania na portalu Myspace, a na początku 2007 roku wydała swój pierwszy singiel „Caroline’s a Victim”. Popularność przyniosła jej wydana w tym samym roku piosenka „Foundations”, która dotarła do 2. miejsca listy przebojów w Wielkiej Brytanii. Singiel cieszył się także sporym powodzeniem w Europie. Jej pierwszy album, Made of Bricks, ukazał się latem tego samego roku i dotarł do 1. miejsca brytyjskiej listy sprzedaży, ostatecznie pokrywając się platyną. Na płycie znalazły się również kolejne popularne single „Mouthwash” i „Pumpkin Soup”. W roku 2008 zdobyła Brit Award dla najlepszej artystki i została nagrodzona m.in. przez magazyny muzyczne NME i Q.
Nash wydała drugi studyjny album My Best Friend Is You w marcu 2010. Płytę promowała piosenka „Do-Wah-Doo”, która cieszyła się popularnością na listach przebojów. Album został dość dobrze przyjęty przez krytyków i uplasował się na 8. miejscu brytyjskiej listy sprzedaży. Kolejne single „Kiss That Grrrl” i „Later On” nie dostały się już jednak na listy sprzedaży. W 2011 roku artystka rozpoczęła projekt o nazwie Rock ’n’ Roll for Girls After School Music Club mający na celu rozwijanie talentu muzycznego młodych dziewcząt. Kiedy jej dotychczasowa wytwórnia Fiction Records zdecydowała się zerwać z nią kontrakt, Nash w 2012 roku wydała EP-kę Death Proof niezależnie przez własny label Have 10p Records. Zagrała też w brytyjskich i amerykańskich filmach Greetings from Tim Buckley, Syrup i Pokój zwierzeń.
Wiosną 2013 roku ukazał się jej trzeci studyjny album, Girl Talk, także wydany niezależnie. Płyta została nagrana w Los Angeles i prezentowała brzmienie odchodzące od jej poprzedniego stylu w stronę muzyki rock i grunge. Tekstowo przesycona była treściami feministycznymi i nawiązywała do nurtu riot grrrl. Album promowany był licznymi singlami i teledyskami, m.in. „3AM”, „OMYGOD!” i „Fri-End?”, jednak nie dorównał poprzednim wydawnictwom Nash pod względem sprzedaży. Pod koniec roku piosenkarka wydała świąteczną EP-kę Have Faith with Kate Nash This Christmas. W 2014 roku wyprowadziła się z Londynu do Los Angeles i założyła internetową społeczność Girl Gang wspierającą środowisko feministyczne. W 2015 roku odkryła, że jej menedżer, Gary Marella, wykradł od niej dużą sumę pieniędzy, co nieomal zakończyło się jej bankructwem. Artystka wytoczyła przeciwko niemu proces sądowy i ostatecznie, po kilku latach, odzyskała straconą kwotę.
W 2016 roku ukazały się jej kolejne single „Good Summer” i „My Little Alien”, a na początku 2017 EP-ka, Agenda. Latem tego samego roku na platformie Netflix miała miejsce premiera amerykańskiego serialu GLOW, w którym Nash wcieliła się w jedną z postaci. Serial, opowiadający o kobiecym zespole zapaśniczym Gorgeous Ladies of Wrestling działającym w latach 80., cieszył się popularnością i został kontynuowany przez trzy kolejne sezony. W marcu 2018 wydała czwarty studyjny album Yesterday Was Forever, który sfinansowała przez crowdfundingowy portal Kickstarter. Płyta poprzedzona była przez single „Drink About You” i „Life in Pink”, nie była jednak sukcesem na listach sprzedaży. Jesienią tego samego roku premierę miał film dokumentalny Kate Nash: Underestimate the Girl, ukazujący kulisy sławy Nash. W 2019 roku Kate wydała dwa kolejne single, „Trash” i „Bad Lieutenant”, i pojawiła się w komedii historycznej Horrible Histories: The Movie – Rotten Romans.
Po nagłym zakończeniu produkcji GLOW wskutek pandemii COVID-19, Nash zaczęła wydawać pojedyncze single zapowiadające jej piąty album, m.in. „Misery” (2021) i „Wasteman” (2022). Jesienią 2022 występowała we współtworzonej przez siebie sztuce Only Gold w nowojorskim off-Broadwayowym teatrze MCC Theater. Piosenkarka następnie związała się z niezależną wytwórnią Kill Rock Stars, która wydała jej nowy album 9 Sad Symphonies w czerwcu 2024. Płyta osiągnęła niewielki sukces na brytyjskiej liście sprzedaży.

## Życie prywatne
W 2007 roku związała się z Ryanem Jarmanem, członkiem grupy The Cribs. Para miała pobrać się na początku 2009 roku, jednak w 2012 okazało się, że ich związek rozpadł się.
Kate przeszła na weganizm po obejrzeniu filmu Okja w lipcu 2017, po ośmiu latach bycia wegetarianką.
Jest feministką i sojuszniczką społeczności LGBT.
Nash wspiera brytyjską Partię Pracy i w 2017 roku wyraziła swoje poparcie dla ówczesnego lidera partii, Jeremy’ego Corbyna.

## Dyskografia
Źródła:
| - 2007: Made of Bricks - 2010: My Best Friend Is You - 2013: Girl Talk - 2018: Yesterday Was Forever - 2024: 9 Sad Symphonies | - 2010: iTunes Festival: London 2010 - 2012: Death Proof - 2013: Have Faith with Kate Nash This Christmas - 2017: Agenda |

### Single
| - 2007: „Caroline’s a Victim” - 2007: „Foundations” - 2007: „Mouthwash” - 2007: „Pumpkin Soup” - 2008: „Merry Happy” - 2010: „Do-Wah-Doo” - 2010: „Kiss That Grrrl” - 2010: „Later On” - 2013: „3AM” - 2013: „OMYGOD!” - 2013: „Fri-End?” - 2016: „Good Summer” - 2016: „My Little Alien” - 2017: „Call Me” - 2018: „Drink About You” - 2018: „Life in Pink” - 2018: „Hate You” - 2019: „Trash” - 2019: „Bad Lieutenant” | - 2021: „Misery” - 2021: „Horsie” - 2022: „Imperfect” - 2022: „Wasteman” - 2024: „Change” - 2024: „Millions of Heartbeats” - 2024: „Space Odyssey 2001” - 2024: „Back at School” - 2024: „My Bile” |

## Filmografia
Źródła:
- 2012: Greetings from Tim Buckley (film) jako Carol
- 2013: Syrup (film) jako Beth
- 2013: Pokój zwierzeń (film) jako Michelle
- 2014: The Distortion of Sound (film dokumentalny) jako ona sama
- 2015: The Devil You Know (pilot) jako Bridget Bishop
- 2017–2019: GLOW (serial) jako Rhonda „Britannica” Richardson
- 2018: Drop the Mic (program telewizyjny) jako ona sama
- 2018: Kate Nash: Underestimate the Girl (film dokumentalny) jako ona sama
- 2019: Horrible Histories: The Movie – Rotten Romans (film) jako Boudika
- 2020: Poszukiwacze prawdy (serial) jako Mary Coleford
- 2023: Coffee Wars (film) jako Jo